# سپرزداروی شواین‌فورت
سپرزداروی شواین‌فورت (نام علمی: Asplenium schweinfurthii) نام یک گونه از سرده سپرزدارو است.